# Juan José Haedo
Juan José Haedo (født 26. januar 1981) er en argentinsk tidligere cykelrytter. Hans force er spurterne, og han har slået sprintere som blandt andre Alessandro Petacchi. Han skiftede i 2006 fra Toyota-United Pro til Team Saxo Bank-Tinkoff Bank.

## Meritter
2003
Colavita Bolla Cup Florida
Highland Park, Criterium
Harlem, Criterium
2004
Walterboro, Criterium
American Airlines Pro-Am Challenge
2005
Rochester, Criterium
2. etape, McLane Pacific Cycling Classic
1. etape, Central Valley Kearney Park Circuit Race
2 & 3 etape, Redlands Classic
2. etape, Fitchburg Longsjo Classic
6. etape, International Cycling Classic
4. etape, International Tour de 'Toona
Sammenlagt Nr. 1, Bank of America Invitational Criterium
2006
Doble Difunta Corréa
Brea, Criterium
1 & 4. etape, Tour of California
3. etape, San Dimas etape Race
3. etape, Redlands Classic
6. etape, Tour de Georgia
Spartanburg, Criterium
Sunny King Criterium
Tour of Somerville
5. etape, Cascade Cycling Classic
4. etape, International Tour de 'Toona
Nr. 3 sammenlagt i Bank of America Invitational, Criterium
Manhattan Beach GP
2007
Point konkurrencen, Tour of California
etape 2 & 6
Rund um Köln
Point konkurrencen, Tour de Georgia
etape 7
Colliers Classic (GP Aarhus)
Philadelphia International Championship
2. etape Deutschland Tour
2008
1 & 5 etape, Tour de San Luis
1. etape, Tour of California
Clásica de Almería
3. etape 3, Vuelta a Murcia
2009
Etapesejre, etape 7 Tour de San Luis
GP Cholet
2. etape, Tour de Wallonie
4. etape, Tour of Missouri
4. etape, Circuit Franco-Belge
2010
Mumbai Cyclothon
Rund um Köln
7. etape, Katalonien Rundt
2. etape, Critérium du Dauphiné
2011
3. etape, Tirreno–Adriatico
16. etape, Vuelta a España
2012
Grand Prix de Denain